# Epicrates maurus guyanensis
La boa arcoíris guayanesa (Epicrates maurus guyanensis) es una de las dos subespecies en que se divide la especie Epicrates maurus, del género Epicrates. Habita en regiones cálidas del norte de América del Sur. Esta boa terrestre se alimenta de pequeños mamíferos, complementando su dieta con algunas aves.

## Taxonomía
Esta subespecie fue descrita originalmente en el año 2005 por el herpetólogo G. Matz.
Localidad tipo
La localidad tipo es: «Mana, Guayana Francesa»; esta localidad se encuentra sobre el río Mana.
Ejemplar tipo
El ejemplar holotipo es: MNHN 2000.4291.
Sinonimia
E. maurus guyanensis incluye al taxón sinónimo E. c. barbouri, el que fuera descrito por el herpetólogo estadounidense Olive Griffith Stull en el año 1938, con material de la isla de Marajó.

## Distribución geográfica
Esta subespecies se distribuye en regiones cálidas del norte de América del Sur, desde el nordeste de Venezuela, las islas de de Margarita y Trinidad y Tobago, Guyana, Surinam, Guayana Francesa, hasta el norte del Brasil, en los estados de Amapá y Pará.

## Características y hábitos
Esta subespecie es denominada comúnmente boa arcoíris dado el resplandor multicolor que muestra su cuerpo cuando es exhibido a los rayos del sol.
Su longitud generalmente ronda los 2 m, en el caso de las hembras adultas. Es un animal nocturno de costumbres tímidas. Se alimenta especialmente de pequeños mamíferos; complementa su dieta con aves. Su reproducción es vivípara, habiendo también pruebas de partenogénesis en este taxón.   
Es cazada por su cuero, aunque mayormente se la mata por el temor que generan todas las serpientes, especialmente las grandes. Sufre por los desmontes de su hábitat natural, y la trasformación de su ecosistema en tierras de cultivo o para la ganadería intensiva.